# ميثاسيكلين
ميثاسيكلين (بالإنجليزية: Metacycline)‏ هو دواء يُستعمل في علاج:
- التهاب القصبات[7]

## دوره
يلعب هذا الدواء دورًا في علاج الأمراض كونه:
- مضاد حيوي